# Крутянское (озеро, Калмыкия, южное)
Крутянское (устр. Старое Солёное, Старо-Манычское) — пересыхающее солёное озеро в Приютненском районе Республики Калмыкия.
Расположено в 11 км к юго-востоку от посёлка Уралан и в 14 км к СВ от с. Киста.
Площадь озера — 8,5 квадратного километра. Озеро сложную форму с заливами на северной и южной оконечностях. Вблизи него лежат озёра: на юге — Проранки, на западе — Долгонькое, на севере — Кущеватое и Крутянское, на востоке — лиман Широкий. Озеро относится к Манычской озерной группе водоемов реликтового (морского) происхождения.

## Данные государственного водного реестра
По данным государственного водного реестра относится к Донскому бассейновому округу. Код водного объекта — 05010500711107000009067.